# Haga Kinematograf
Haga Kinematograf, biograf på Södra Allégatan 5 i Göteborg, som öppnade 26 november 1904 och stängde 1911. Ägare var Otto Montgomery.